# Borgen Liechtenstein
Borgen Liechtenstein tyska: Burg Liechtenstein ligger nära staden Maria Enzersdorf söder om Wien, Österrike intill bergsområdet Wienerwald i förbundslandet Niederösterreich. Borgen uppfördes först under 1100-talet men förstördes av osmanska rikets soldater 1529 samt 1683 och kvarstod sedan som ruiner till 1884 då borgen återuppfördes i en renovering.
Liechtenstein ("Skinande sten") borg är ursprungsplatsen för familjen med samma namn som även är regenter över landet med samma namn. Huset Liechtenstein var ägare till borgen enligt dokument från 1140 till 1200-talet sedan åter igen från 1807 och framåt.
Idag är borgen mer känd för den årliga teaterfestivalen Nestroy som hålles under sommarmånaderna.